# George Malley
George Malley (* 28. Juli 1955) ist ein ehemaliger US-amerikanischer Hindernis- und Langstreckenläufer.
1977 wurde er über 3000 m Hindernis hinter dem Kenianer James Munyala US-Vizemeister mit dem US-Rekord von 8:22,54 min. Beim Leichtathletik-Weltcup in Düsseldorf wurde er Dritter.
Bei den Crosslauf-Weltmeisterschaften 1981 in Madrid kam er auf den 51. Platz und gewann mit dem US-Team Silber.
1982 wurde er beim Philadelphia-Halbmarathon Zweiter mit dem US-Rekord von 1:01:43 h hinter Michael Musyoki, der mit 1:01:36 h Weltrekord lief, und Siebter beim New-York-City-Marathon in 2:13:29 h.
1985 wurde er Vierter beim California International Marathon und 1986 Achter beim Houston-Marathon.

## Persönliche Bestzeiten
- Halbmarathon: 1:01:43 h, 19. September 1982, Philadelphia
- Marathon: 2:12:23 h, 8. Dezember 1985, Sacramento
- 3000 m Hindernis: 8:21,72 min, 4. Juli 1978, Stockholm